# Langham Huntington
Langham Huntington é um hotel luxuoso localizado em Pasadena, Califórnia, que remonta a Gilded Age. Construído pelo general Marshall C. Wentworth, veterano da guerra civil, e projetado por Charles Frederick Whittlesey na arquitetura neocolonial hispano-americana, abriu em fevereiro de 1907 e reaberto em 1914.
Seu principal reconhecimento é na ambientação de renomadas obras cinematográficas e séries: Remington Steele, Girls Just Want to Have Fun, Beverly Hills Chihuahua 3: Viva la Fiesta!, Charlie Wilson's War, Knots Landing e Saving Mr. Banks.